# Marina Cortelles
Marina Cortelles (Silla, 2007) es una deportista española que compite en gimnasia rítmica, en la modalidad de conjuntos. Ganó dos medallas de oro en el Campeonato Europeo de Gimnasia Rítmica de 2025, en las pruebas de concurso completo y 3 con pelota + 2 con aro.

## Palmarés internacional
| Campeonato Europeo | Campeonato Europeo | Campeonato Europeo | Campeonato Europeo       |
| Año                | Lugar              | Medalla            | Prueba                   |
| ------------------ | ------------------ | ------------------ | ------------------------ |
| 2025               | Tallin (Estonia)   | Medalla de oro     | Concurso completo        |
| 2025               | Tallin (Estonia)   | Medalla de oro     | 3 con pelota + 2 con aro |